# Rottne
Rottne is een plaats in de gemeente Växjö in het landschap Småland en de provincie Kronobergs län in Zweden. De plaats heeft 2224 inwoners (2005) en een oppervlakte van 189 hectare.